# NGC 303
NGC 303 (другое обозначение — PGC 3240) — две взаимодействующие спиральные галактики в созвездии Кит.
Этот объект входит в число перечисленных в оригинальной редакции «Нового общего каталога».
Состоит из двух компонентов: NGC 303A и NGC 303B. Угловое расстояние между центрами галактик составляет 0.22 угловой минуты . В спектрах галактик видны узкие эмиссионные линии.